# ERS-030
RS-030 é uma rodovia brasileira do estado do Rio Grande do Sul conhecida também como Estrada Velha. Até a implementação da BR-290, a estrada representou o único meio de acesso direto entre a Região Metropolitana de Porto Alegre e o litoral norte do estado. A rodovia possui 98,69 quilômetros.
Pela direção e sentido que ela percorre, é considerada uma rodovia radial.

## Cidades cruzadas pela rodovia
- Gravataí (início da rodovia);
- Glorinha;
- Santo Antônio da Patrulha;
- Osório;
- Tramandaí (fim da rodovia);

## Concessão
A concessionária responsável pela manutenção da rodovia é a mesma da ERS-040, a Univias.

## A rodovia em trechos
| Início do trecho especificado                        | Fim do trecho especificado                           | Trecho em Km | Geral em Km | Situação                            |
| ---------------------------------------------------- | ---------------------------------------------------- | ------------ | ----------- | ----------------------------------- |
| Ponto inicial do trecho unificado com ERS-118        | Ponto final do trecho unificado com ERS-118          | 1,3 km       | 1,3 km      | Trecho em obras de duplicação       |
| Ponto final do trecho unificado com ERS-118          | Rua Lupicínio Rodrigues, Gravataí                    | 1,7 km       | 3 km        | Trecho pavimentado de pista simples |
| Rua Lupicínio Rodrigues, Gravataí                    | Rua Querência, Gravataí                              | 0,91 km      | 3,91 km     | Trecho duplicado                    |
| Rua Querência, Gravataí                              | Avenida João Osvaldo Rosa, Glorinha                  | 19,51 km     | 23,42 km    | Trecho pavimentado de pista simples |
| Avenida João Osvaldo Rosa, Glorinha                  | Entroncamento com ERS-474, Santo Antônio da Patrulha | 26,88 km     | 50,3 km     | Trecho pavimentado de pista simples |
| Entroncamento com ERS-474, Santo Antônio da Patrulha | Rua Paraná, Santo Antônio da Patrulha                | 3 km         | 53,3 km     | Trecho pavimentado de pista simples |
| Rua Paraná, Santo Antônio da Patrulha                | Ponto inicial do trecho unificado com BR-101         | 23,37 km     | 76,67 km    | Trecho pavimentado de pista simples |
| Ponto inicial do trecho unificado com BR-101         | Ponto fin. trec. com BR-101; Entronc. com BR-290     | 4,15 km      | 80,82 km    | Trecho pavimentado de pista simples |
| Ponto fin. trec. com BR-101; Entronc. com BR-290     | Rua Garibaldi, Osório                                | 1,79 km      | 82,61 km    | Trecho duplicado                    |
| Rua Garibaldi, Osório                                | Entroncamento com ERS-389, Osório                    | 1 km         | 83,61 km    | Trecho duplicado                    |
| Entroncamento com ERS-389, Osório                    | Entroncamento com ERS-786, Tramandaí                 | 15,08 km     | 98,69 km    | Trecho duplicado                    |